# Catherine Breillat

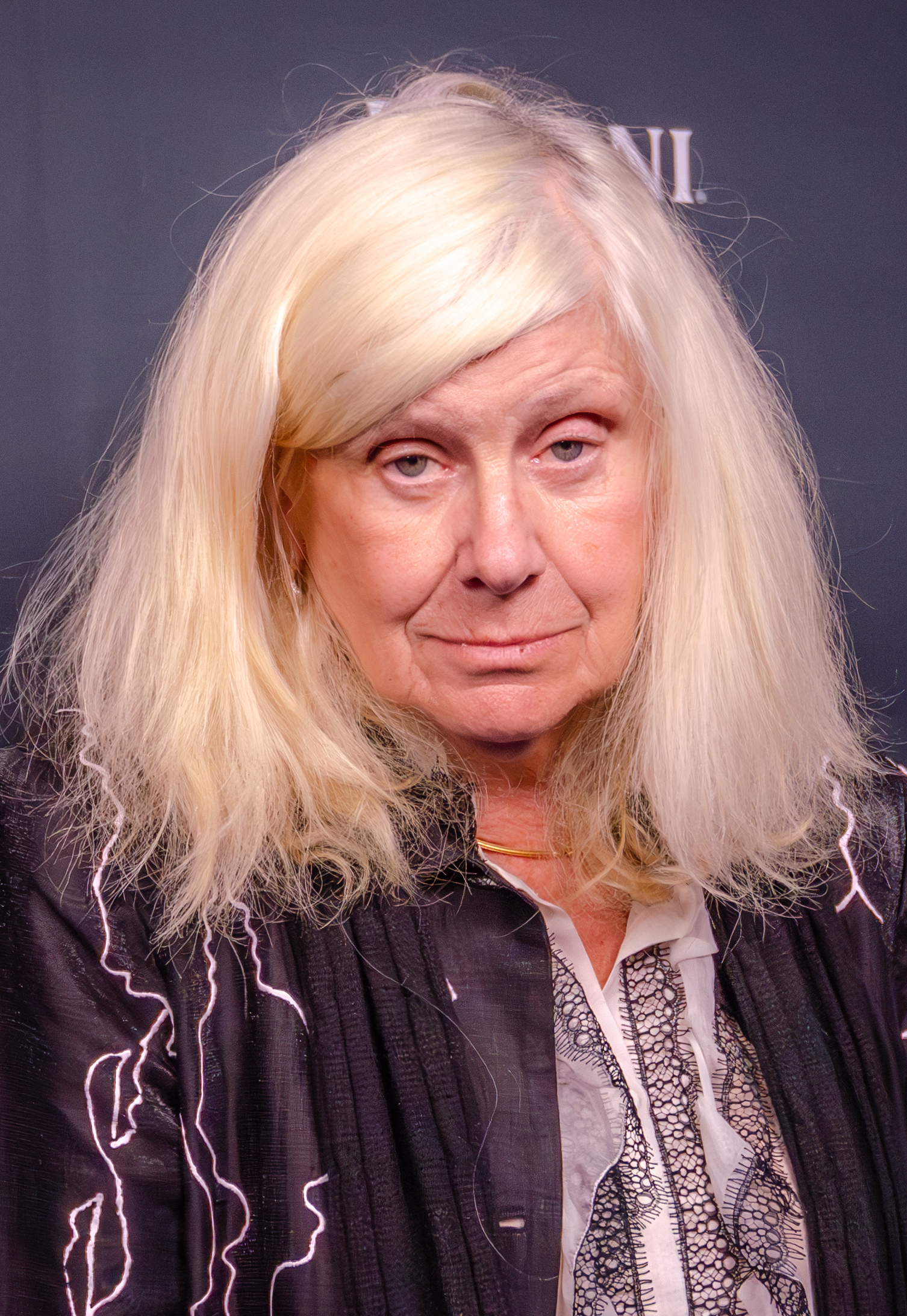
Catherine Breillat (2023)

Catherine Breillat (* 13. Juli 1948 in Bressuire) ist eine französische Regisseurin, Schriftstellerin und Drehbuchautorin.

## Leben
Breillat begeisterte sich bereits als Kind fürs Kino. Mit zwölf Jahren entschloss sie sich, Schriftstellerin und Regisseurin zu werden. Mit 17 zog sie aus ihrem strengen, katholischen Elternhaus aus und ging nach Paris. Dort schrieb sie mit 17 Jahren ihren ersten Roman Der leichte Mann (L' homme facile, 1968), der als nicht jugendfrei eingestuft wurde. Seither steht sie im Mittelpunkt einer Debatte über die sexuelle Identität der Frau und sieht sich dabei mit dem Vorwurf der Pornografie konfrontiert. Ihre Bücher und Filme zeichnen sich häufig durch explizite Darstellung von Sexualität aus, was oft kontroverse Diskussionen auslöst. Als junge Frau trat Catherine Breillat außerdem in ein paar kleineren Rollen in Filmen auf, u. a. mit ihrer Schwester, der Schauspielerin Marie-Hélène Breillat, in Der letzte Tango in Paris von Bernardo Bertolucci (1972). Bekannt ist Breillat aber vor allem als Autorenfilmerin. Die meisten ihrer Filme basieren auf einem von ihr selbst verfassten Roman oder einer Romanadaption von ihr.

Catherine Breillat hatte ihr Regiedebüt 1976 mit der Verfilmung ihres vierten Romans Le Soupirail unter dem Titel Ein Mädchen (Une vraie jeune fille). Der Film wurde ebenfalls für nicht jugendfrei erklärt. Auch ihr zweiter Film Tapage nocturne von 1979 wurde zensiert. Infolgedessen hatte Breillat zunächst Schwierigkeiten, ihre Filme finanziert zu bekommen. Daher arbeitete sie ab Ende der 1970er bis in die 1990er Jahre sehr erfolgreich als Drehbuchautorin. Nach dem Erfolg ihres dritten Films Lolita ’90 (36 fillette) konnte sie ab Ende der 1980er Jahre weitere Filme drehen.

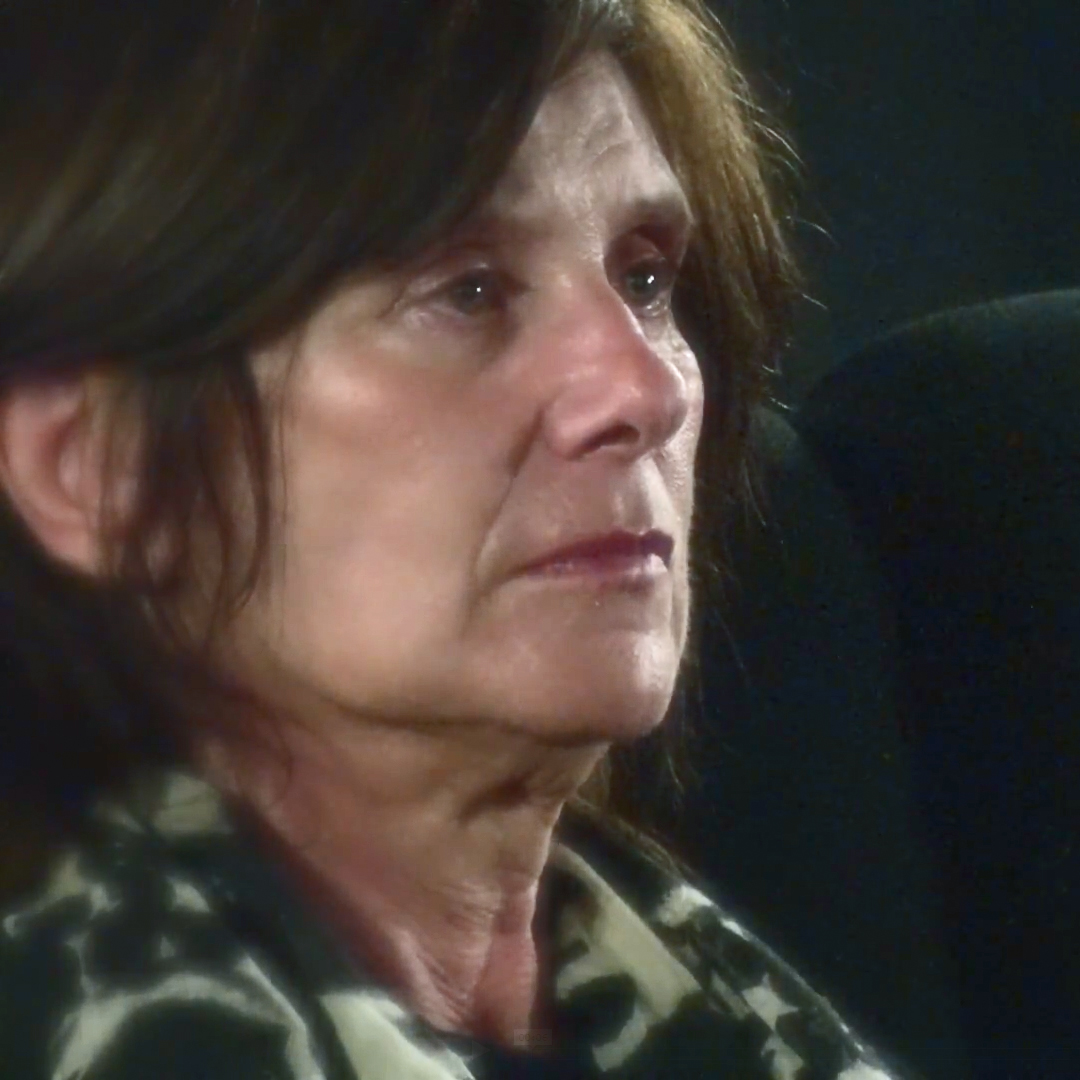
Catherine Breillat (2014)

International bekannt wurde Breillat als Regisseurin 1999 durch ihren Film Romance XXX (Romance) auf dem Internationalen Filmfestival Rotterdam – das Festival widmete ihr eine Retrospektive. Im Zuge der Neubewertung ihres künstlerischen Schaffens kam ihr erster Film Ein Mädchen ebenfalls in die Kinos.
Im Jahr 2023 erhielt sie für ihren Spielfilm Im letzten Sommer (L’été dernier) erneut eine Einladung in den Wettbewerb von Cannes.
2004 erlitt Catherine Breillat einen Schlaganfall, der einen fünfmonatigen Krankenhausaufenthalt nach sich zog. Neben ihren Arbeiten als Filmemacherin unterrichtet sie an verschiedenen Instituten im Fach Drehbuchschreiben.

## Filmografie
Als Regisseurin und Drehbuchautorin:
- 1976: Ein Mädchen (Une vraie jeune fille)
- 1979: Tapage nocturne
- 1988: Lolita ’90 (36 fillette)
- 1991: Schmutziger Engel (Sale comme un ange)
- 1996: Eine perfekte Liebe (Parfait amour !)
- 1999: Romance XXX (Romance, Alternativtitel: Romance X)
- 2001: Meine Schwester (À ma sœur !)
- 2001: Kurze Überfahrt (Brève traversée)
- 2002: Sex Is Comedy
- 2003: Romance 2 – Anatomie einer Frau (Anatomie de l’enfer)
- 2007: Die letzte Mätresse (Une vieille maîtresse)
- 2009: Blaubarts jüngste Frau (Barbe bleue)
- 2010: Die schlafende Schöne (La belle endormie)
- 2013: Missbrauch (Abus de faiblesse)
- 2023: Im letzten Sommer (L’été dernier)

Als Drehbuchautorin (Auswahl):
- 1976: Bilitis – Regie: David Hamilton
- 1981: Die Haut (La pelle)
- 1982: Die Augen, der Mund (Gli occhi, la bocca) – Regie: Marco Bellocchio
- 1985: Der Bulle von Paris (Police)
- 1986: L’araignée de satin – Regie: Jacques Baratier
- 1988: Zanzibar – Regie: Christine Pascal
- 1988: Der schwarze Milan (Milan noir) – Regie: Ronald Chammah
- 1990: Aventure de Catherine C. – Regie: Pierre Beuchot
- 1991: Aus Liebe zum Geld (La thune) – Regie: Philippe Galland

als Darstellerin:
- 1972: Der letzte Tango in Paris (Ultimo tango a Parigi)
- 1976: Die Herren Dracula (Dracula père et fils)
- 2002: Laura wirbelt Staub auf (Une femme de menage)

## Auszeichnungen (Auswahl)
- 1988: Nominierung für den Goldenen Leoparden des Filmfestivals von Locarno für Lolita ’90
- 2001: Nominierung für den Goldenen Bären der Berlinale für Meine Schwester
- 2001: Manfred Salzgeber Preis der Berlinale für Meine Schwester
- 2001: France Culture Award der Internationalen Filmfestspiele von Cannes für Meine Schwester
- 2001: Gold Hugo für den besten Film beim Chicago International Film Festival für Meine Schwester
- 2001: Elvira Notari Prize – Special Mention des Filmfestivals von Venedig für Kurze Überfahrt
- 2002: MovieZone Award des Filmfestivals Rotterdam für Meine Schwester
- 2003: Blauer Salon Preis vom Literaturhaus Frankfurt
- 2007: Nominierung für die Goldene Palme für den besten Langspielfilm der Internationalen Filmfestspiele von Cannes für Die letzte Mätresse
- 2010: C.I.C.A.E Preis des Filmfestivals von Venedig für Die schlafende Schöne
- 2013: Nominierung für den Grand Prix des Warschauer Filmfestivals für Missbrauch
- 2014: Trägerin des Ordre des Arts et des Lettres (Komtur)